# Krzysztof Wiak
Krzysztof  Andrzej  Wiak (ur. 31 października 1969 w Puławach) – polski prawnik, doktor habilitowany nauk prawnych, specjalista w zakresie prawa karnego, profesor nadzwyczajny Wydziału Prawa, Prawa Kanonicznego i Administracji Katolickiego Uniwersytetu Lubelskiego Jana Pawła II, dziekan tego wydziału w latach 2016–2018,  od 2025 prezes Sądu Najwyższego kierujący Izbą Kontroli Nadzwyczajnej i Spraw Publicznych Sądu Najwyższego.

## Życiorys
W 1996 uzyskał tytuł zawodowy magistra po obronie pracy dyplomowej pt. Prawnokarne środki zwalczania terroryzmu napisanej pod kierunkiem Alicji Grześkowiak. W 2000 otrzymał stopień naukowy doktora na podstawie rozprawy pt. Przemiany polskiego prawa karnego w zakresie ochrony dziecka poczętego również napisanej pod kierunkiem dr hab. Alicji Grześkowiak.
W 2010 na podstawie dorobku naukowego oraz rozprawy pt. Prawnokarne środki przeciwdziałania terroryzmowi uzyskał na Wydziale Prawa, Prawa Kanonicznego i Administracji KUL stopień doktora habilitowanego nauk prawnych w zakresie prawa, specjalność: prawo karne.
Od października 2010 jest kierownikiem Katedry Prawa Karnego KUL. W 2012 został prodziekanem do spraw studenckich tego Wydziału. 1 września 2016 objął stanowisko dziekana WPPKiA KUL.
Został członkiem rady naukowej Instytutu na rzecz Kultury Prawnej Ordo Iuris, konsultantem rady naukowej Konferencji Episkopatu Polski, współpracownikiem Papieskiej Akademii Życia i Rzecznika Praw Dziecka.
W 2018 w trakcie kryzysu wokół Sądu Najwyższego w Polsce zgłosił swoją kandydaturę na sędziego Sądu Najwyższego. 10 października 2018 prezydent Andrzej Duda powołał go do pełnienia urzędu sędziego Sądu Najwyższego w Izbie Kontroli Nadzwyczajnej i Spraw Publicznych. 
Pod koniec 2018 złożył rezygnację z funkcji dziekana Wydziału Prawa, Prawa Kanonicznego i Administracji KUL.
29 października 2019 przewodniczył trzyosobowemu składowi Sądu Najwyższego podczas rozpatrywania protestu Pełnomocnika Wyborczego Prawa i Sprawiedliwości przeciwko ważności wyborów do Senatu Rzeczypospolitej Polskiej w okręgu wyborczym nr 75. Po rozpoznaniu sprawy na posiedzeniu niejawnym w Izbie Kontroli Nadzwyczajnej i Spraw Publicznych trzyosobowy skład izby postanowił pozostawić protest bez dalszego biegu.
15 października 2022 został nominowany na członka zwyczajnego Papieskiej Akademii Pro Vita. Od 28 lutego 2025 r. prezes Sądu Najwyższego kierujący pracą Izby Kontroli Nadzwyczajnej i Spraw Publicznych.

## Wybrane publikacje
- Terrorism and criminal law, tłum. Konrad Szulga (2012)
- Prawnokarne środki przeciwdziałania terroryzmowi (2009)
- Ochrona dziecka poczętego w polskim prawie karnym (2001)
- Ius et lex. Księga jubileuszowa ku czci profesora Adama Strzembosza, red. Antoni Dębiński, Alicja Grześkowiak, Krzysztof Wiak (2002)[2].